# Encuentros (álbum de Becky G)
Encuentros (en inglés: Encounters) es el cuarto álbum de estudio en español de la cantautora estadounidense Becky G. Fue lanzado el 10 de octubre de 2024 por Kemosabe Records, RCA Records y Sony Music Latin.

## Sencillos
El 11 de abril de 2024, Gomez lanzó su colaboración con Óscar Maydon, la canción "Mercedes", como el primer sencillo del álbum.
El 29 de agosto, lanzó "Como Diablos", el segundo sencillo del álbum.
El 9 de octubre se lanzó "Otro Capítulo" como tercer sencillo del álbum.
El 15 de noviembre, Gómez lanzó "GomezX4" como primer sencillo promocional.

## Canciones
| Encuentros track listing |                               |                   |          |  |
| N.º                      | Título                        | Producer(s)       | Duración |  |
| 1.                       | «XLas Nubes»                  | Pieragostino      | 3:07     |  |
| 2.                       | «Visto Caro»                  | Guerrero          | 2:44     |  |
| 3.                       | «Desierto»                    | Pieragostino      | 3:16     |  |
| 4.                       | «Como Diablos»                | Guerrero          | 3:14     |  |
| 5.                       | «Crisis» (con Tito Double P)  | Ernesto Fernández | 3:12     |  |
| 6.                       | «Bandido»                     | Justus West       | 3:22     |  |
| 7.                       | «Mercedes» (con Óscar Maydon) | Schell            | 2:48     |  |
| 8.                       | «Besándote» (con Oscar Ortiz) | Pieragostino      | 3:08     |  |
| 9.                       | «Muchas Gracias»              | Pieragostino      | 3:14     |  |
| 10.                      | «Ojalá»                       | Pieragostino      | 3:10     |  |
| 11.                      | «Todo» (con Delilah)          | West              | 4:02     |  |
| 12.                      | «Última Vez»                  | West              | 3:14     |  |
| 13.                      | «GomezX4»                     | Guerrero          | 2:57     |  |
| 14.                      | «Otro Capítulo»               | Casta             | 3:00     |  |
| 15.                      | «Mucho Mucho Muchooo»         | Becky G           | 1:45     |  |
| 16.                      | «Por el Contrario (Demo)»     | Édgar Barrera     | 3:17     |  |
| 47:30                    |                               |                   |          |  |

## Personal

### Músicos
- Becky G – voz
- Adrián Pieragostino – programación (1–4, 7–10, 13), teclados (10)
- Jose "Meño" De Luna – guitarra acústica, bajo, guitarra (2)
- Jose A. Ruiz – trombón (2)
- Guerrero – voz (2)
- Sergio Cardenas – acordeón (3)
- Tito Double P – voz (5)
- Ernesto Fernández – programación (5)
- Justus West – todos los instrumentos, programación (6, 11, 12)
- Juan-Carlos Chaurand – percusión (6)
- Óscar Maydon – voz (7)
- Oscar Ortiz – voz (8)
- Juan Carlos Portillo – bajo, guitarra eléctrica (10)
- Delilah – voz (11)
- Casta – programación (14)

### Técnica
- Kevin Peterson – Masterización (audio) (1–4, 6–10, 12, 13)
- Ernesto Fernández – masterización, mezcla de audio (música grabada) (5)
- Héctor Guerrero – masterización, ingeniería de audio (7), mezcla (1–4, 7–10, 12, 13)
- Dave Kutch – masterización (11)
- Luis Barrera – masterización, mezcla (14)
- Adrián Pieragostino – mezcla (1–4, 7–10, 12, 13); Ingeniería, edición (4)
- Jesse Ray Ernster – Mezcla (6, 11)
- Carlos A. Molina – Producción vocal (todas las pistas), ingeniería (7, 16)
- Paulo Uribe – Ingeniería (16), Asistencia de ingeniería (14)
- Alejandro "Ramalejo" Ramírez – Ingeniería (16)
- Stephanie D'Arcy – Asistencia de ingeniería (4, 7, 9)
- Jackson Haile – Asistencia de ingeniería (6, 11)
- Kristina Fisk – Asistencia de ingeniería (8, 9, 11)
- Rubén Castro – Asistencia de ingeniería (12)
- Sydney DeLeonardis – Asistencia de ingeniería (13)
- NamIn Kang – Asistencia de ingeniería (16)

## Listas
| Chart (2024)                             | Peak position |
| ---------------------------------------- | ------------- |
| Estados Unidos (Regional Mexican Albums) | 9             |
| Estados Unidos (Top Latin Albums)        | 15            |

## Historial de Lanzamiento
| Región | Fecha                 | Formato(s)                  | Discográfica              | Ref.  |
| ------ | --------------------- | --------------------------- | ------------------------- | ----- |
| Varios | 10 de octubre de 2024 | Descarga digital, streaming | Kemosabe, RCA, Sony Latin | [ 7 ] |